# Christian Brückner

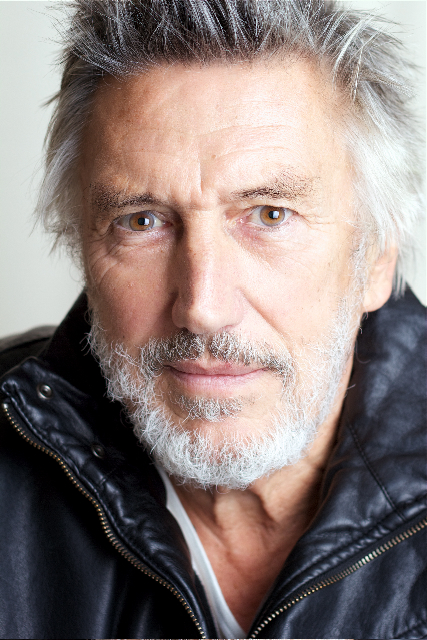
Christian Brückner (2011)

Christian Brückner (* 17. Oktober 1943 in Waldenburg/Schlesien) ist ein deutscher Schauspieler, Hörspielsprecher, Hörbuch- und Synchronsprecher. Er ist als feste Synchronstimme von Robert De Niro, als Off-Stimme in Dokumentarfilmen sowie als Rezitator bekannt.
Gemeinsam mit seiner Ehefrau Waltraut betreibt er seit Beginn des Jahres 2000 seinen eigenen Hörbuchverlag Parlando, der 2005 mit dem Deutschen Hörbuchpreis ausgezeichnet wurde. 1990 erhielt Brückner den Adolf-Grimme-Preis Spezial in Gold für „herausragende Sprecherleistungen“, 2006 den Lesewerk-Preis als Ehrenpreisträger. 2012 wurde ihm der erstmals verliehene Sonderpreis des Deutschen Hörbuchpreises für sein Lebenswerk zugesprochen. Christian Brückner gilt seit Jahren als einer der erfolgreichsten Sprecher Deutschlands und wird von der deutschsprachigen Presse mitunter als The Voice bezeichnet.

## Leben und Wirken

### Frühe Jahre und Theater
Christian Brückner wurde als Sohn des Ingenieurs Robert Brückner und seiner Frau Elisabeth im schlesischen Waldenburg (heute Walbrzych, Polen) geboren. Er wuchs in Köln auf, wo sein Vater als Toningenieur beim Westdeutschen Rundfunk (WDR) arbeitete. Nach seinem Abitur im Jahr 1963 am Kölner Friedrich-Wilhelm-Gymnasium begann Brückner zunächst ein Studium der Theologie, um der Wehrpflicht zu entgehen. Er brach das Studium schließlich ab und ging nach Berlin, um Germanistik, Theaterwissenschaft und Publizistik an der Freien Universität zu studieren, die er jedoch ohne Studienabschluss verließ. Parallel zu seinem Studium nahm er an Schauspielkursen teil und erhielt Sprechunterricht. Seine erste Stelle hatte er bei der Sendung Aus der Zone für die Zone beim RIAS (Rundfunk im amerikanischen Sektor). Es folgten Engagements an Theaterbühnen in Berlin, Klagenfurt, Freiburg im Breisgau und New York City, darunter in dem von Brückner inszenierten Stimmenspiel Unter dem Milchwald von Dylan Thomas, als Heinrich Heine in Der Doppelgänger sowie in der Gefängnis-Inszenierung Und sie legen den Blumen Handschellen an des spanisch-französischen Dramatikers Fernando Arrabal. 2007 trat Brückner als Sigmund Freud in Die Methode von Christopher Hampton im Ernst-Deutsch-Theater in Hamburg auf.

### Synchronisation

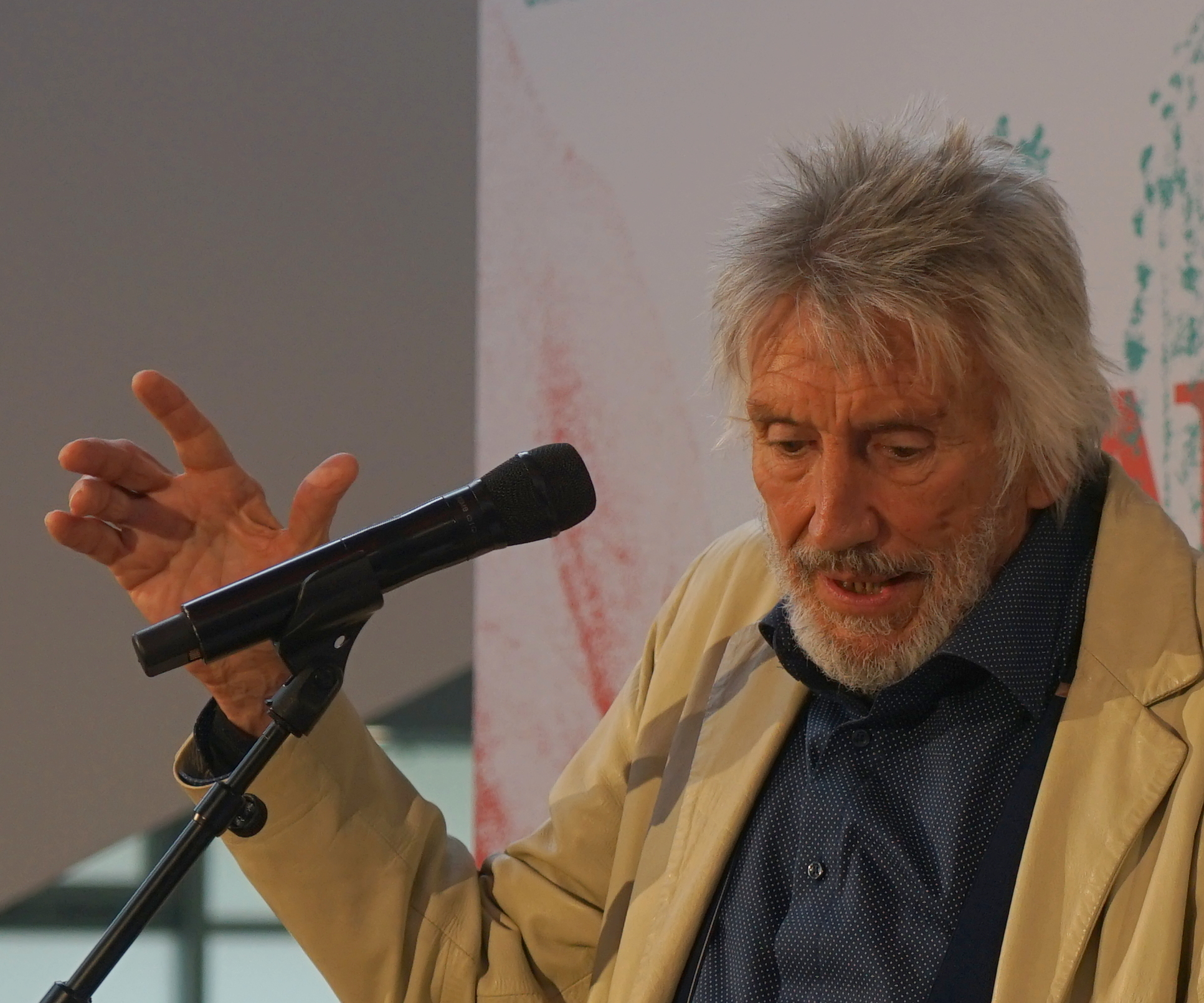
Christian Brückner rezitiert (2025)

Seit Anfang der 1960er-Jahre ist Brückner umfangreich im Synchrongeschäft aktiv. Durch die Synchronisation der Stimme Warren Beattys in dem Film Bonnie und Clyde (1967) und vor allem von Peter Gilmore in der populären britischen Fernsehserie Die Onedin-Linie (1972) wurde seine markante Stimme einem breiten Publikum bekannt. In dem abgründigen Alfred-Hitchcock-Thriller Frenzy von 1972 spricht Brückner die Rolle eines mittellosen Barkeepers (Jon Finch), der unschuldig von der Polizei verfolgt und Opfer eines Justizirrtums wird, indem ihm der Mord an mehreren Frauen angelastet wird, die der Barkeeper mit einer Krawatte erdrosselt haben soll. Seit Der Pate – Teil II (1974) ist er die feste Stimme des US-amerikanischen Charakterdarstellers Robert De Niro, zwei Jahre später wählte ihn der verantwortliche Regisseur, Martin Scorsese, für die Synchronisation von Taxi Driver (1976) aus. Mit Ausnahme einzelner Produktionen synchronisierte Brückner den zweifachen Oscarpreisträger in 83 Filmen (Stand 2019). In unregelmäßigen Abständen lieh er seine Stimme weiteren Schauspielern, darunter Martin Sheen (Apocalypse Now), Peter Fonda, Peter Riegert (Local Hero), Harvey Keitel und Burt Reynolds; auch hat er die Stimmen von Gary Oldman, Robert Redford, Dennis Hopper, Gérard Depardieu, Alain Delon, Donald Sutherland und Jon Voight synchronisiert. 2022 synchronisierte Brückner Sir David Attenborough in der fünfteiligen Dokumentarreihe Ein Planet vor unserer Zeit (Prehistoric Planet).

### Hörproduktionen
Seit 1956 ist Christian Brückner in sehr großem Umfang in der Vertonung von Hörspielen und Hörbüchern sowie in öffentlichen Literaturlesungen tätig. Die ARD-Hörspieldatenbank enthält 823 Datensätze, in denen er als Mitwirkender geführt wird, darunter alleine 793 Einträge als Sprecher.
Viele seiner Produktionen wurden auf der Hörbuchbestenliste geführt, darunter Aus dem Leben eines Taugenichts von Joseph von Eichendorff, Der Process von Franz Kafka, Die Straße von Cormac McCarthy, Die Glut von Sándor Márai, Die Blumen des Bösen von Charles Baudelaire und die Romanvorlage zu dem Film Brokeback Mountain, von Annie Proulx. 2006 wurde mit Brückner als alleinigem Sprecher eine ungekürzte dreißigstündige Lesung des Romans Moby-Dick von Herman Melville in der deutschen Übersetzung von Friedhelm Rathjen veröffentlicht. In einer zeitgenössischen Vertonung der Ballade Erlkönig lieferte er ein dramatisches Goethe-Rezitativ. 2017 erschien bei Random House Audio eine Hörbuchlesung Brückners von Mario Puzos Der Pate. 2019 erschien das von Brückner gelesene Hörbuch Alles könnte anders sein: Eine Gesellschaftsutopie für freie Menschen von Harald Welzer bei Parlando.
2020–2021 erschienen die Hörbücher Herzfaden. Roman der Augsburger Puppenkiste von Thomas Hettche, Irische Passagiere von Richard Ford und Ein anderes Land von James Baldwin im Argon Verlag.
Brückner wirkte auch in drei Hörspielserien nach Werken von Karl May mit: 1980 sprach er Winnetou in der Hörspielreihe Mein Freund Winnetou (bzw. synchronisierte Pierre Brice in der ursprünglichen Fernsehserie) und war ebenfalls Sprecher in den Hörspielproduktionen Schloß Wildauen (Mr. Treskow) – nach dem Roman Auf der See gefangen – sowie Deutsche Herzen – Deutsche Helden (Mr. Normann).
Seit Beginn des Jahres 2000 betreiben Christian und Waltraut Brückner das Label Parlando – Edition Christian Brückner, das aus unterschiedlichen literarischen Epochen stammende Werke der Prosa und der Lyrik sowie politische Schriften in Hörbuchform umsetzt. Die Edition wurde 2005 in der Kategorie „Das besondere Hörbuch“ mit dem Deutschen Hörbuchpreis ausgezeichnet.

### Musikproduktionen

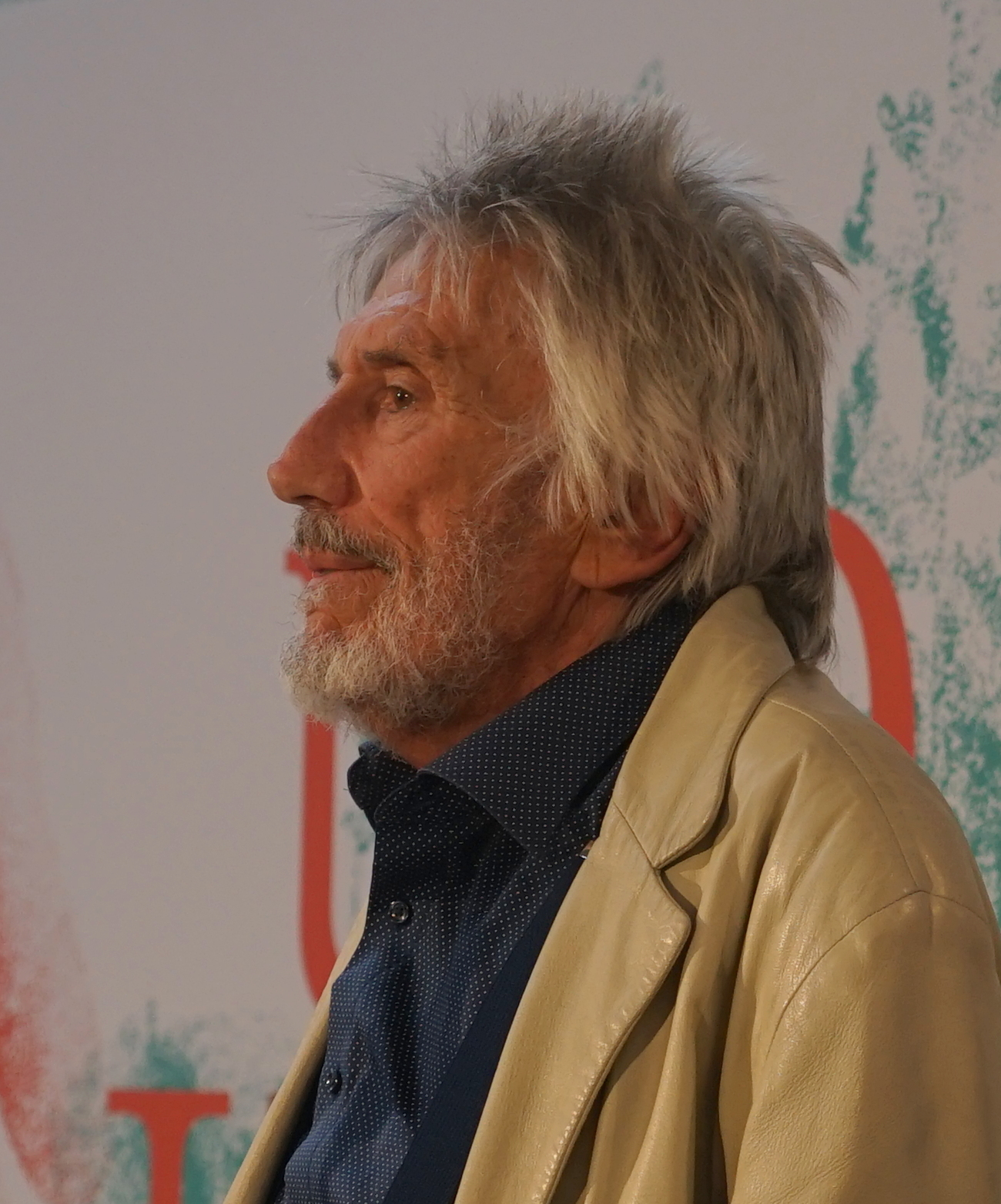
Christian Brückner (2025)

Einen weiteren Schwerpunkt in Brückners Tätigkeit bildet die Zusammenführung von Musik und Literatur. Begleitet von Dirigent Bill Dobbins und der WDR Big Band Köln rezitierte zu Musik von Erik Satie Texte unter dem Satie Zitat: Ich bin sehr jung auf eine sehr alte Welt gekommen (Je suis venu au monde très jeune dans un temps très vieux.) Unter der Leitung von Heiner Schmitz trat Brückner zudem mit dem Cologne Contemporary Jazz Orchestra auf und las aus dem Epos Odyssee von Homer. Darüber hinaus bestritt er mit einem Blasorchester in wechselnder Formation inszenierte Lesungen, im Rahmen derer er das musikalische Werk Ahab! von Komponist Stephen Melillo mit Auszügen aus Moby-Dick begleitete. Die Übersetzung des Textes stammte von Brückner selbst. Gemeinsam mit dem Trompeter Michael Leuschner (* 1962) und dessen Band trat Brückner 2007 und 2010 unter dem Programmtitel Prince of Darkness mit Passagen aus der Autobiographie des bedeutenden Jazz-Trompeters Miles Davis auf.
In der Produktion Brückner Beat, erschienen bei Hazelwood Records im Jahr 2001, rezitierte er Texte von Autoren und Protagonisten der sogenannten Beat Generation. Die musikalische Untermalung lieferte das Lone World Trio um seinen Sohn Kai Brückner, der als Gitarrist in Erscheinung trat. 2003 veröffentlichte er im selben
Verlag das Album Brückner Bukowski mit Texten des US-amerikanischen Dichters und Schriftstellers Charles Bukowski, ebenfalls musikalisch inszeniert von Kai Brückner und der Formation Yakou Tribe.
Im Rahmen weiterer Musikproduktionen lieh Brückner seine Stimme unter anderem mehreren Titeln des Projekts E Nomine (Vater Unser oder auch Mitternacht) sowie dem Tim Isfort Orchester. 2008 moderierte Brückner das Sonderkonzert Philharmonische Filmmusik der Philharmoniker Hamburg an der Hamburgischen Staatsoper. Gemeinsam mit Michael Wollny veröffentlichte Brückner 2021 die CD Traumbilder mit Gedichten und Texten von Heinrich Heine. Er ist regelmäßiger Gast des Schleswig-Holstein Musik Festivals, zudem tritt er wiederkehrend im Rahmen des Rheingau Musik Festivals auf.

### Off-Stimme
Als Off-Stimme prägte Brückner neben Rolf Schult vor allem die historischen Dokumentarfilme von Guido Knopp, darunter Hitlers Helfer, Hitlers Krieger, Hitlers Frauen, Der Jahrhundertkrieg, Die Wehrmacht – eine Bilanz und 100 Jahre – Der Countdown. Darüber hinaus wurde er in zahlreichen Naturdokumentationen, Reportagen und Radio-Features sowie in Werbespots (z. B. für Porsche, Rover und Apple) eingesetzt. In dem Musikdokumentarfilm Thrash, Altenessen von Filmemacher Thomas Schadt von 1989 über die deutsche Thrash-Metal-Band Kreator spricht Brückner ebenfalls den Kommentar im Hintergrund. Zudem ist seine Stimme im Intro des Computerspiels Physikus des Heureka-Klett-Softwareverlags zu hören.

### Film und Fernsehen
Vor der Kamera übernahm Brückner unter anderem Hauptrollen in Anpassung an eine zerstörte Illusion (1977) unter der Regie von Eberhard Itzenplitz, 1979 Fallstudien (Fernsehfilm, unter der Regie von Hartmut Griesmayr), Der Millionencoup (1984) unter der Regie von Wolfgang Storch, Reise ohne Auftrag (1988) unter der Regie von Friedemann Schulz, Dolores, Colorado (1995) unter der Regie von Peter Leippe, Ende der Saison (2001) unter der Regie von Stefan Krohmer und in Schatten der Erinnerung (2007) unter der Regie von Inga Wolfram. In der ZDF-Serie Spiel des Lebens (1996), die in dreizehn Folgen das Privatleben und die Ausbildung von Schauspielstudenten thematisierte, agierte Brückner in der Rolle des Alexander Selin an der Seite von Ruth Maria Kubitschek und Manfred Zapatka. 1998 war er im Krimi Das Miststück zu sehen, 1990 in einer Kleinstrolle im Spielfilm Neuner. Darüber hinaus trat er als Gastdarsteller in Episoden diverser Kriminalserien auf, darunter in Tatort – Lauf eines Todes (1990), Tatort – Falsches Alibi (1995) und Rosa Roth als Oberstaatsanwalt Seibold. Im Jahr 2010 spielte Brückner im Kurzfilm Eine Schachtel für die Schrauben unter der Regie von Christoph Dobbitsch. Zusammen mit Hannelore Elsner und Hildegard Schmahl war er 2013 in dem im Umland norwegischer Fjorde angesiedelten Film Liebe am Fjord – Zwei Sommer einer der Hauptdarsteller.
Unter der Regie von Wolfgang Tumler entstand 1976 ein 45-minütiger Dokumentarfilm über Christian Brückner, der unter dem Titel Die Stimme in der ARD ausgestrahlt wurde.

## Soziales Engagement
Als Rezitator unterstützte Christian Brückner 2011 ehrenamtlich das Projekt Deutsche Winterreise des Autors Stefan Weiller. In diesem Projekt wird seit 2009 städtebezogen in Zusammenarbeit mit Einrichtungen wie dem Diakonischen Werk bei Benefizveranstaltungen in einem Lieder- und Textzyklus insbesondere auf die Situation von Wohnungslosen aufmerksam gemacht.

## Privates
Aus der 1966 geschlossenen Ehe von Christian und Waltraut Brückner, geb. Kleine, gingen zwei Söhne hervor. Von 1984 bis 1986 lebte die Familie in Larchmont nahe New York, danach zog sie nach Berlin zurück. Im Frühjahr 2013 hielt sich Brückner im Rahmen eines Praxisstipendiums in der Villa Massimo in Rom auf. Er hat ein Ferienhaus auf der Insel Föhr.

## Hörspiele (Auswahl)
- 1958: Ellis Kaut: Geschichten vom Kater Musch (Folgen: Die Friedenspfeife, Der geschenkte Hund, Der Finderlohn und Das durchgeschnittene Kabel) – Regie: Fritz Peter Vary (Original-Hörspiel, Kurzhörspiel, Kinderhörspiel – WDR)
- 1973: Michael Koser: Verfahren – Ein Denk-Spiel über Autos (VW 13) – Redaktion: Ulrich Gerhardt (RIAS Berlin)
- 1974: Volker W. Degener: Knautschzone – Regie: Klaus Wirbitzky (WDR)
- 1977: Hans Magnus Enzensberger: Die Bakunin Kassette. Eine Fälschung – Regie: Manfred Marchfelder (Hörspiel – WDR/SR)
- 1984: Per Wahlöö: Mord im 31. Stock – Regie: Gottfried von Einem (Kriminalhörspiel – RB)
- 1987: Thomas Kirdorf: Ageville (Donally) – Regie: Bernd Lau (HR/SWF/SR)
- 1987: Peter Barnes: Diogenes’ Erben (Alexander) – Regie: Heinz Wilhelm Schwarz (WDR)
- 1988: Johannes Müller: Das Klingeln an der Wohnungstür – Regie: Werner Klein (Hörspiel – SFB)
- 1996: Dacia Maraini: Stimmen – Regie: Götz Fritsch (WDR)
- 1998: Heiner Grenzland: Deadline – Regie: Heiner Grenzland/Bernhard Jugel (Hörspiel und Medienkunst BR)
- 1990: Julio Cortázar: Der Verfolger – Ein Stück Jazz – Regie: Christian Brückner (Hörspiel – SWF/WDR)
- 1990: Marcy Kahan: Die wundersamen Wandlungen des Herbert Mellish (Luigi Mussolini) – Regie: Klaus Mehrländer (WDR)
- 1991: Adolf Schröder: Berger und Levin – Regie: Bernd Lau (Hörspiel – NDR)
- 1995: Rolf Dieter Brinkmann: Schnitte – Bearbeitung und Regie: Ulrich Gerhardt (Hörspiel – BR)
- 2005: Friedrich Wilhelm Murnau/Bram Stoker: Nosferatu – Der doppelte Vampir (Graf Dracula) – Regie: Klaus Buhlert (Hörspiel – DLR)
- 2006: Rafik Schami: Die dunkle Seite der Liebe – Regie: Claudia Johanna Leist (Hörspiel (4 Teile) – WDR)
- 2008: Christoph Prochnow: Todesphantasie (A. Makarow) – Regie: Bärbel Jarchow-Frey (Kriminalhörspiel – DKultur)
- 2014: Uwe Dierksen/Matthias Göritz: Irres Licht – Komposition und Realisation: Uwe Dierksen (Hörspiel – SWR)
- Markus Topf, Dominik Ahrens Die neuen Abenteuer des Phileas Fogg, Folge 5: Das Geheimnis der Eissphinx Erscheinungsjahr 2016 Verlag Highscore Music
- 2018: Megumi Iwasa: Viele Grüße vom Kap der Wale – Regie: Waltraut Brückner/Dirk Kauffels (Hörspiel – Sauerländer audio)
- 2022: Claudia Gahrke: Leopardenflecken auf Handrücken – Regie: Claudia Gahrke (Hörspiel – Valve Records)

## Hörbücher (Auswahl)
- Jon Krakauer, In eisige Höhen, Das Drama am Mount Everest. Ungekürzte Lesung. 680 Min. Gesprochen von Christian Brückner, ISBN 978-3-88698-712-2.
- Mario Puzo: Der Pate, Random House Audio, 2017, ISBN 978-3-8371-3925-9.
- Herman Melville Moby-Dick oder Der Wal, Parlando, ISBN 978-3-941004-77-1.
- Thilo Bode: Die Diktatur der Konzerne, Parlando/Argon Verlag & BookBeat, 2018, ISBN 978-3-8398-7111-9.
- Harald Welzer: Alles könnte anders sein: Eine Gesellschaftsutopie für freie Menschen, Parlando Verlag, 2019, ISBN 978-3-8398-7119-5.
- Rudyard Kipling: Das Dschungelbuch, Sauerländer audio (Argon Verlag), 2021, ISBN 978-3-8398-4995-8.
- Charles Dickens: Aufzeichnungen aus Amerika, Der Audio Verlag, 2021, ISBN 978-3-7424-2167-8.
- Percival Everett: Erschütterung, Argon Verlag, 2022, ISBN 978-3-8398-7139-3.
- John von Düffel: Die Ballade von Robin Hood, Sauerländer audio (Argon Verlag), 2022, ISBN 978-3-8398-4410-6.
- Edgar Allan Poe: Hinab in den Maelström, Argon Verlag & Audible, 2023, ISBN 978-3-8398-2091-9.
- Cormac McCarthy: Kein Land für alte Männer, Argon Verlag, 2024, ISBN 978-3-7324-7098-3 (Hörbuch-Download)

## Nominierungen

### Deutscher Hörbuchpreis
- 2003: in der Kategorie „Beste Information“ für The Attack – Hintergründe und Folgen von Noam Chomsky
- 2004: in der Kategorie „Beste Interpretation“ für Die Aufzeichnungen des Malte Laurids Brigge von Rainer Maria Rilke
- 2006: in der Kategorie „Beste Interpretation“ für Der Bär kletterte über den Berg von Alice Munro
- 2010: in der Kategorie „Bester Interpret“ für Der Schacht von Juan Carlos Onetti
- 2011: in der Kategorie „Bester Interpret“ für Schau heimwärts, Engel von Thomas Wolfe

### Hörkules
- 2002: für Der Alchimist von Paulo Coelho und Seide von Alessandro Baricco
- 2005: für Irritationen
- 2012: für Zu viel Glück von Alice Munro[26]

## Filmografie (Auswahl)
- 1988: Der Commander
- 2006: Berndivent
- 2013: Liebe am Fjord – Zwei Sommer

## Ehrungen und Auszeichnungen
- 1988: Hörspielpreis der Kriegsblinden für Leben und Tod des Kornettisten Bix Beiderbecke aus Nord-Amerika von Ror Wolf[27]
- 1990: Adolf-Grimme-Preis Spezial in Gold für „herausragende Sprecherleistungen“
- 1999: Goldene Schallplatte in Deutschland und Österreich für Vater Unser von E Nomine und Christian Brückner[28]
- 2005: Deutscher Hörbuchpreis in der Kategorie „Das besondere Hörbuch“ für parlando Edition Christian Brückner
- 2006: Lesewerk-Preis als Ehrenpreisträger
- 2006: Goldene Filmspule[29]
- 2010: Deutscher Vorlesepreis in der Kategorie „Sonderpreis Hörbuch“ für die Produktion Das Orchester zieht sich an mit dem Kölner Gürzenich-Orchester[30]
- 2012: Sonderpreis für herausragende Leistungen im Hörbuchgenre des Deutschen Hörbuchpreises für sein Lebenswerk
- 2017: Ehrenpreis zum Preis der deutschen Schallplattenkritik als Interpret literarischer Hörbücher[31]
- 2018: Verdienstorden der Bundesrepublik Deutschland[32]